# Smakelijke russula
De smakelijke russula (Russula vesca) is een van de meest voorkomende paddenstoelen uit de familie Russulaceae. Hij komt voor in zowel loof- als naaldbossen en geeft de voorkeur aan licht zure silicaatbodems, terwijl te basische bodems worden vermeden. De vruchtlichamen verschijnen tussen juni en oktober onder verschillende loof- en naaldbomen.

## Kenmerken

### Uiterlijke kenmerken
Hoed
De hoed van de smakelijke russula valt op doordat de bovenhuid ongeveer 2 mm voor de hoedrand eindigt en daardoor een witte zoom vormt. De 5-10 cm brede hoed is vleeskleurig roze en later bruinig van kleur. Bij jonge exempalren is de hoed halfbolvormig, later wordt deze vlakgewelfd. Bij regen is de hoed wat kleverig. 
Lamellen
De lamellen staan dicht op elkaar en zijn wit, bij oudere exemplaren komen roestvlekken voor.
Steel
De 3-8 cm lange en 1-2,5 cm brede overwegend cilindrische steel loopt meestal taps toe naar de steelbasis. Het is ook witachtig en wordt vaak roestig met de leeftijd. De steel is slechts zeer zelden roze gekleurd. Met ijzersulfaat wordt het vleesroze tot zalmkleurig en bij contact met aniline wordt het sterk citroengeel, terwijl het bij guaiac blauwgroen reageert.
Geur en smaak
Het vlees is wit, vrij stevig en geurt nauwelijks. De smaak is aangenaam of nootachtig.
Sporenprint
De sporenprint is wit (Ia volgens Romagnesi).

### Microscopische kenmerken
De ronde tot elliptische en fijn zwarte sporen zijn 5,5-8,0 µm lang en 5,0-6,2 µm breed. Het  Q-getal (quotiënt van lengte en breedte van de sporen) is 1,1-1,3. Het sporenornament is tot 0,5 µm hoog en bestaat uit talrijke wratten, die slechts spaarzaam met elkaar verbonden zijn door fijne aderen.
De knotsvormige basidia met vier poriën zijn 35-53 µm lang en 8-9,5 µm breed. Daarnaast kan men cilindrische tot spoelvormige of bijna flesvormige pleurocystiden vinden, die stomp zijn aan hun punt of een klein aanhangsel hebben. Ze zijn 65-110 µm lang en 6,5-13 µm breed. Talrijke spoelvormige cheilocystidia van 35-95 × 4-9 µm zijn te vinden op de lamellaire randen. Alle cystiden zijn op plaatsen aan hun boveneinde vernauwd en zijn slechts zwak gekleurd met sulfobenzaldehyde of sulfovanilline.
De cilindrische, stompe tot puntige en vaak vertakte, haarachtige hyfen van de hoedhuid zijn vaak septaat en 3-5 µm breed. Daartussen bevinden zich 3-5 µm brede pileocystiden, die in sulfobenzaldehyde slechts licht grijszwart van kleur zijn, en dikwandige, borstelachtige, 2-3 µm brede en vaak geelbruine hyfen, die paardenhaar worden genoemd.

## Verspreiding
De soort komt voor in Azië (Oost-Siberië, Japan, Korea), Noord-Amerika (VS), Noord-Afrika en Europa. In Europa komt hij voor van het Middellandse Zeegebied tot aan de Hebriden en Fennoscandinavië.
In Nederland komt de smakelijke russula algemeen voor. Hij is niet bedreigd en staat niet op de rode lijst. Van juni tot oktober kan de smakelijke russula gevonden worden bij bomen in lanen en in minder mate in bossen.

## Eetbaarheid
De smakelijke russula is een van de beter eetbare soorten uit de familie Russulaceae en kan zelfs rauw gegeten worden. Eén exemplaar levert echter weinig vlees op. Verwisseling met de (ongenietbare) braakrussula (Russula emetica), waarvan het vlees op de tong brandt, is mogelijk.